# Pereswet (Schiff, 1941)
Die Pereswet war ein sowjetischer Eisbrecher, der ursprünglich als Castor der größte und stärkste Eisbrecher der deutschen Kriegsmarine im Zweiten Weltkrieg war. Er wurde 1945 versenkt, 1951 gehoben, und diente dann unter dem Namen Pereswet (russisch Пересве́т) von 1956 bis 1970 in der Sowjetunion.

## Bau und technische Daten
Das Schiff wurde 1938 auf der Werft der Schichau-Werke in Danzig auf Kiel gelegt und lief dort am 15. Juli 1939 vom Stapel. Nach der Endausrüstung bei Schichau in Königsberg wurde es am 15. Oktober 1941 in Dienst gestellt. Es war 83 m (Wasserlinie) bzw. 90 m (über Alles) lang und 21 m breit, hatte 6,02/6,78 m Tiefgang und eine Wasserverdrängung von 5150 t (Standard) bzw. 6271 t (voll ausgerüstet). Vier Wagner-Dampfkessel und drei stehende Verbunddampfmaschinen mit dreifacher Dampfdehnung und zusammen 9600 PSi ergaben über zwei Schrauben eine Höchstgeschwindigkeit von 15 Knoten. Unter dem Bug befand sich eine dritte Schraube, wie sie sich beim Eisbrechen in der Ostsee bewährt hatte. Die Bewaffnung bestand aus vier Flak, gegen Kriegsende waren es vier 10,5-cm-Flak 39 in Zwillingslafetten.

## Kriegsmarine
Die Castor, die bis 1945 mehrmals Umbauten unterzogen wurde, diente in der Ostsee und in dänischen und norwegischen Gewässern als Eisbrecher, Schlepper und Geleitboot und zuletzt 1945 auch bei der Evakuierung deutscher Flüchtlinge aus Ostpreußen und Pommern. Dabei wurde das Schiff am 15. März 1945 vor Warnemünde bei einem Luftangriff durch Bombentreffer versenkt. Die Aufbauten ragten im ersten Nachkriegswinter noch aus dem Wasser, wurden dann aber vom Eisgang abrasiert.

## Sowjetunion
Erst 1951 wurde das Schiff gehoben. Im März 1953 wurde es zur VEB Schiffswerft Neptun in Rostock geschleppt, wo sein auf Verlangen der Sowjetunion nahezu vollständig durchgeführter Neuaufbau bis 1956 dauerte. Im Mai 1956 wurde es unter dem neuen Namen Pereswet von der Sowjetischen Marine in Dienst gestellt, die es zunächst in der Ostsee einsetzte. Im Herbst 1957 verlegte die Pereswet dann im Konvoi mit weiteren Eisbrechern, Fregatten des Projekt 50 (Riga-Klasse) über den Nördlichen Seeweg in den Fernen Osten zur Pazifikflotte. Dort diente das Schiff, bis es im Frühjahr 1970 ausgemustert wurde. Es wurde an der Reineke-Insel (russisch Остров Рейнеке, Ostrow Reineke) südwestlich von Wladiwostok auf den steinigen Strand gelegt und diente dort noch lange Zeit als Ziel für die Seefliegerkräfte der Pazifikflotte. Sein verrosteter Rumpf liegt noch heute dort auf Position 42° 53′ 52″ N, 131° 43′ 32″ O.